# Borosphérène
Le borosphérène est une forme allotropique du bore de formule B40. Il présente une structure proche de celle des fullerènes bien que moins régulière, avec notamment des faces heptagonales. Il s'inscrit dans la série de clusters formée par le buckminsterfullerène C60, le stannasphérène Sn122− et le plombasphérène Pb122−.

## Structure
Le borosphérène ne possède qu'un seul axe de symétrie (une rotation de 180°) et n'est donc pas sphérique, contrairement au buckminsterfullerène C60 qui a une symétrie icosaédrique Ih. Le groupe de symétrie de B40 est D2d (symétrie antiprismatique). Il est composé de 48 triangles d'atome de bore répartis entre quatre cycles heptagonaux à sept atomes de bore et deux cycles hexagonaux de six atomes de bore. Il existe dans la structure quatre ensembles de huit atomes de bore équivalents et deux ensembles de quatre atomes équivalents. Chaque atome de bore se lie à quatre ou cinq autres atomes de bore.